# 希尔布尔-瓦尔瓦代
希尔布尔-瓦尔瓦代（Shirpur-Warwade）是印度马哈拉施特拉邦圖萊縣的一个城镇。总人口61688（2001年）。

## 人口
该地2001年总人口61688人，其中男性32121人，女性29567人；0—6岁人口8528人，其中男4574人，女3954人；识字率70.08%，其中男性为76.18%，女性为63.45%。